# Rikardis (tysk-romersk kejsarinna)

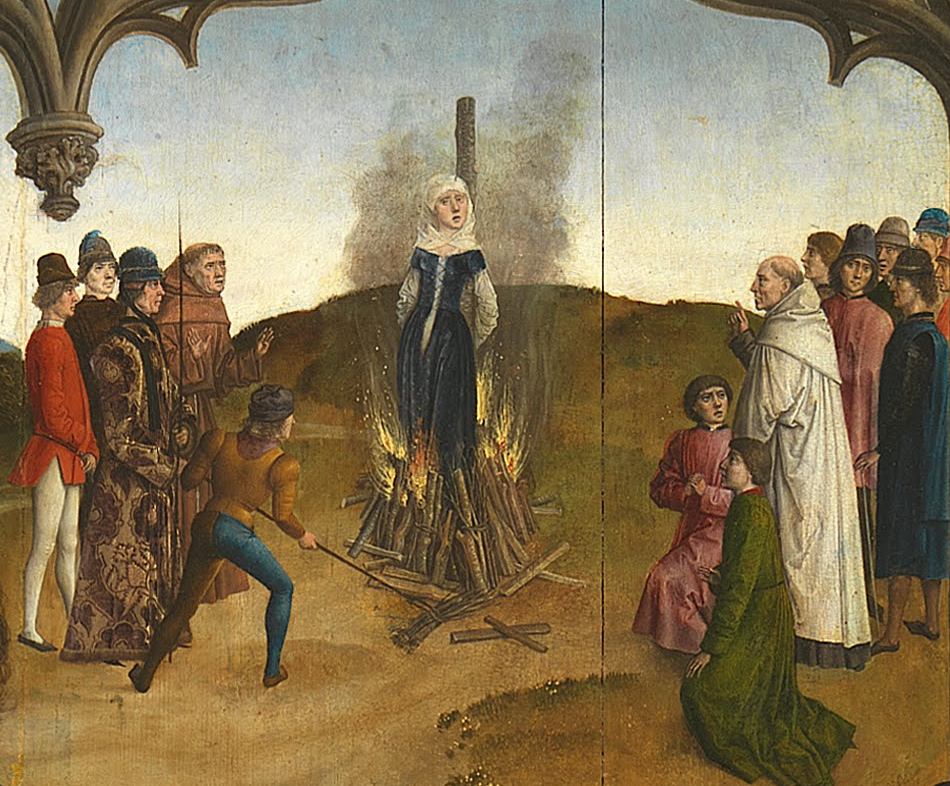
Rikardis

Sankta Rikardis, född 840, död i Andlau 18 september 894 eller 896, var en tysk-romersk kejsarinna och frankisk drottning; gift med Karl den tjocke. Hennes misslyckade försök att ingripa i politiken på grund av makens psykiska hälsa gjorde att hon anklagades för äktenskapsbrott och försköts.
Rikardis blev helgonförklarad och kom att dyrkas som helgon inom katolska kyrkan. 

## Biografi
Rikardis var dotter till Erchanger av Nordgau. Hon gifte sig 862 med Karl den tjocke. De hade inga barn. Hon beskrivs som vacker, from och ambitiös. Hon var lekmanna-abbedissa i Säckingen kloster 877–893 och Zürich kloster 878–893. Hon grundade Andlau kloster 880. Hennes orden tillät dess medlemmar att lämna klostret och gifta sig, förutom abbedissan, som fick rang som tysk-romersk furstinna.
Rikardis make blev kejsare 881, och kung året därpå, och hon kröntes tillsammans med honom av påven Johannes VIII i Rom 881. Under Karls regeringstid plågades riket svårt att vikingatåg och maken led efter 887 av psykisk ohälsa som yttrade sig i paranoia. När Karl fick svårigheter att regera på grund av sin psykiska hälsa försökte Rikardis ingripa i politiken. Hon motsatte sig Karls inflytelserika rådgivare Liutward, men hennes försök att få honom avsatt slog fel och resulterade istället i att Karl och flera hovfunktionärer anklagade Rikardis och Liutward för att ha begått äktenskapsbrott tillsammans. Karl ansökte också om att få äktenskapet annullerat med hänvisning till att det var ofullbordat. Rikardis påstås ha utfört gudsdom genom eld, och klarat denna med framgång. I verkligheten förmodas hon dock ha blivit frikänd på grund av att den kommission som upprättats för skilsmässoansökan av påven hade konstaterat att hon var oskuld.
Efter gudsdomen separerade hon från Karl och drog sig under sin familjs beskydd tillbaka till klostret Andlau i Vogeserna 35 km från Strasbourg, som hon själv hade grundat 880. Hon ska där ha ägnat sig åt ett fromt liv och att bota sjuka. Då maken avsattes 888 blev Rikardis offentligen rehabiliterad och förklarad oskyldig till äktenskapsbrott. Hon avled i Andlau kloster 18 september 894 eller 896, och begrovs där.

## Hagiografi
År 887 anklagades maken henne för äktenskapsbrott och begärde skilsmässa med grunden att äktenskapet aldrig fullbordats. Hon frikändes genom gudsdom, då hon uthärdade glödande kol på händerna utan att visa smärta. Enligt legenden gick hon rakt genom ett brinnande bål barfota och klädd i en skjorta insmord med vax. Sårad av anklagelsen gick hon till skogen, där hon av en ängel uppmanades att grunda ett kloster på den plats som märkts av en björn. Detta kloster blev sedan Andlau kloster.

## Helgonförklaring
Rikardis kom att betraktas som en förebild för kristen dygd och rättvist styre. Hon helgonförklarades i november 1049. Hon kom att hyllas som skyddshelgon för Andlau och beskyddare mot eld.
Helgondag: 18 september